# Jean Charles Pinheira
Jean Charles Pinheira (* 2. April 1932 in Grenoble) ist ein französischer Fotograf.

## Leben
Der Sohn eines Portugiesen und einer Französin interessierte sich bereits als Jugendlicher für die Fotografie. Als 16-Jähriger begegnete er auf einer Insel Mosambiks den Filmstars Rita Hayworth und Aly Khan, über die er seine erste Fotoreportage erstellte.
1968 entschied er sich, nach Südafrika auszuwandern. Ein Treffen mit seinem portugiesischen Onkel in Genf und dessen Erzählungen über die damalige portugiesische Kolonie Angola ließen ihn seine Pläne ändern. Er hielt sich von 1970 bis zur Unabhängigkeit 1975 dort auf. Erst 2010 erschien die dabei entstandene Fotoreportage in einem vielbeachteten Buch in Portugal (Em paz por terras de Angola).
Unter seinen vielfältigen Veröffentlichungen sind vor allem seine Fotografien der verschiedenen französischen Landschaften und Traditionen zu nennen. Neben seinen Aufnahmen u. a. aus Israel und Portugal, fanden insbesondere seine Bilder aus Brasilien internationale Verbreitung und sind immer wieder Gegenstand entsprechender Ausstellungen.
Jean Charles Pinheira lebt heute in Pocé-sur-Cisse, im Département Indre-et-Loire, zusammen mit seiner Frau Marie Christine Pinheira. Sie begleitete ihn bereits auf der zweiten Hälfte seines Angola-Unternehmens Anfang der 1970er Jahre, kurz bevor sie heirateten.

## Werke (Auswahl)
- Arlette Chabrol (Text), Jean Charles Pinheira (Illustration): Mein geliebtes Brasilien, Verlag der Europ. Bücherei Hieronimi, Bonn 1981 (Ausgabe 1987: ISBN 978-2-7191-0151-3)
- Jean Charles Pinheira (Fotos), Marie Christine Pinheira (Fotos), Sandro Bettencourt (Texte): Em paz por terras de Angola, Zebra Publicações, Lissabon 2010, ISBN 978-989-8391-03-2
- Jean Charles Pinheira: Bretagne, Stürtz Verlag, Würzburg 1990
- Jean Charles Pinheira: Brasilien Reich Verlag AG, Luzern 1996, ISBN 978-3-7243-0272-8